# John Morton Blum
Pour les articles homonymes, voir Blum.
Œuvres principales
The National Experience : A History of the United States
John Morton Blum, né le 29 avril 1921 à New York et mort le 17 octobre 2011 à North Branford, Connecticut, est un historien américain, actif de 1948 à 1991. Il est spécialiste de l'histoire politique américaine du XXe siècle et conseiller principal auprès de la direction de l'université Yale.

## Vie et carrière
John M. Blum est né à New York, d'Edna (née LeVino) et de Morton Gustave Blum, homme d'affaires et inventeur,.
Il grandit dans une famille juive plutôt modeste et fréquente la Phillips Academy et l'université Harvard grâce à des bourses et des emplois sur le campus.
Après avoir obtenu son diplôme en 1943, il s'enrôle dans la marine américaine, servant dans les Caraïbes, le théâtre du Pacifique Sud-Ouest de la Seconde Guerre mondiale et Iwo Jima. En 1950, il reprend ses études à Harvard pour rédiger son doctorat sous la direction de Frederick Merk. John M. Blum épouse Pamela Zink en 1946 avec laquelle il a trois enfants. Il enseigne au MIT de 1948 à 1957 avant de rejoindre l'Université Yale en 1957. Il prend sa retraite en 1991.

### Professeur à Yale
John M. Blum fait partie de la faculté d'histoire de Yale pendant 34 ans, où il enseigne, et influence des milliers d'étudiants. L'un d'eux dans sa grande classe de conférences est le futur président américain George W. Bush. Blum admet plus tard : « Je n'ai pas le souvenir le plus brumeux de lui », mais Bush s'en est souvenu et cite l'influence de Blum dans son discours d'ouverture à Yale en mai 2001,. Parmi ses autres étudiants éminents, citons le professeur Henry Louis Gates, qui considérait Blum comme son mentor, ainsi que le professeur Laura Kalman (Université de Californie, Santa Barbara), Steve Gillon, historien résident de History Channel, le sénateur du Massachusetts John Kerry et le sénateur du Connecticut Joseph Lieberman.
John M. Blum est l'un des « Big Three » du département d'histoire de Yale avec C. Vann Woodward et Edmund Morgan, et est président du département d'histoire à la fin des années 1960.
Après sa mort, il est créé au sein de Yale la bourse John Morton Blum en histoire et culture américaines.

## Historien

### Auteur
John M. Blum est l'auteur de plusieurs ouvrages historiques, dont Joseph Tumulty and the Wilson Era (1951, à propos du secrétaire privé du président Woodrow Wilson, Joseph Patrick Tumulty), The Republican Roosevelt (1954), V Was for Victory (1977, sur la Seconde Guerre mondiale), et Years of Discord: American Politics and Society, 1961-1974 (1992, couvrant la politique américaine de l'investiture du président Kennedy à la démission du président Nixon). Il a également publié un roman mystère basé sur Yale, An Old Blue Corpse (2005).
Il a également écrit un mémoire, A Life with History (2004), détaillant ses années dans la plus haute faculté d'histoire du pays, où il a vu le corps étudiant privilégié de WASP, principalement blanc, grandir dans la diversité, le décrivant comme « non un refuge contre la réalité mais une alternative réalité ».
L'ouvrage le plus lu de John M. Blum était probablement The National Experience: A History of the United States (1963), un manuel d'histoire universitaire qu'il a édité et co-écrit avec William S. McFeely, Edmund S. Morgan, Arthur Schlesinger Jr. et Kenneth M. Stampp.
Son livre de 1954 The Republican Roosevelt restaure la réputation du président américain Theodore Roosevelt, prenant le contrepied de la biographie publiée en 1931 par Henry F. Pringle et récompensée du Prix Pulitzer, Theodore Roosevelt: A Biography. Celle-ci le dépeint comme un homme politique fanfaron n'ayant jamais grandi, l'empêchant par conséquent d'être pris au sérieux. Cependant, la prose de John M. Blum fut l'objet de critiques acerbes : « Contrairement à de nombreux biographes, Blum n'est pas un écrivain-né, son style n'est ni élégant ni peaufiné. Au lieu de cela, ses phrases sont souvent maladroites et bancales, contraignant le lecteur à siroter plutôt qu'à s'abreuver ».
Spécialiste du New Deal, John M. Blum a écrit From the Morgenthau Diaries (3 vol., 1959-1967), une biographie étroitement basée sur les journaux de Henry Morgenthau, Jr. (1891-1967), secrétaire au Trésor des États-Unis en 1934-1945. Blum était également prolifique en tant que rédacteur en chef, servant de co-éditeur des Lettres de Theodore Roosevelt (8 vol., 1951-1954), éditées par Elting E. Morison.
En 1980, John M. Blum publie Liberty, Justice, Order: Writings on Past Politics, treize essais contenant les profils de dix dirigeants politiques, représentant les sept premières décennies du XXe siècle, dont Theodore Roosevelt, Herbert Croly, Mark Hanna, Woodrow Wilson, Franklin D. Roosevelt, Eleanor Roosevelt, Henry Wallace, Archibald MacLeish, Walter Lippmann et Earl Warren, soulignant leur action pour favoriser la justice sociale et l'égalité économique.
Il a également édité les lettres de Walter Lippmann et Henry Wallace.

## Cinéma et télévision
John M. Blum a fait une apparition en tant que lui-même dans le film de Woody Allen en 1983, Zelig, et il est apparu dans divers documentaires sur PBS, tels que la série American Experience, y compris Theodore Roosevelt en 1996 avec son collègue historien David McCullough,.
En 1999, il apparaît dans le passage « La Grande Guerre » de The Century: America's Time.

## Honneurs et récompenses
- American Academy of Arts and Sciences (1960)
- Pitt Professorship at Cambridge (1963–1964)
- Harold Vyvyan Harmsworth Professor of American History at Oxford University (1976–1977)
- Honorary Degree from Harvard University (1980)

## Travaux
- Joseph Tumulty and the Wilson Era (1951).
- The Republican Roosevelt (1954) read online
- The Letters of Theodore Roosevelt (8 vols.) (1954) (ed. with Elting E. Morison).
- From the Morgenthau Diaries (3 vols.) (1959–1967). "Years of Crisis, 1928–1938" (1959), "Years of Urgency, 1938–1941" (1965), "Years of War, 1941–1945" (1967).
- The National Experience: A History of the United States (with William S. McFeely, Edmund S. Morgan, Arthur M. Schlesinger Jr. and Kenneth M. Stampp) (1963)
- V Was for Victory: Politics and American Culture During World War II (1977) read online
- Liberty, Justice, Order: Writings on Past Politics (1980, 1993) read online
- Years of Discord: American Politics and Society, 1961–1974 (1992) online edition
- A Life with History (autobiography) (Harvard University Press, 2004)